# Welser Mühlbach
Der Welser Mühlbach ist ein ehemaliges Nebengerinne der Traun (die sich im Bereich der Stadt Wels ehedems in mehrere Seitenarme aufsplittete). Da der Bach mit einem Zuflusswehr und im Stadtbereich von Wels mit Uferbefestigung versehen wurde, wirkt er wie ein künstlich angelegter Bach. Er fließt auf der linken Uferseite der Traun durch die Welser Heide. In Au an der Traun in der Gemeinde Gunskirchen wird er von der Traun abgeleitet und mündet im Stadtgebiet von Linz wieder in diese. Der Mühlbach in seiner heutigen Form dürfte ab Beginn des Mittelalters als Mühlbach genutzt worden sein, länger schon (bis zur Errichtung von Hausbrunnen) diente er als Trinkwasserversorger der Altstadt. Seine Länge beträgt etwa 30 km.

## Verlauf
Der Mühlbach zweigt vor der Traunwehr des heutigen Kraftwerks Breitenbach im Gunskirchner Ortsteil Au von der Traun ab und fließt im Wesentlichen Richtung Nordosten parallel zur Traun durch den Welser Stadtteil Lichtenegg, in die Welser Innenstadt, wo er die Traungasse etwa auf halber Strecke zwischen Stadtplatz und alter eiserner Traunbrücke unterquert, dann weiter durch die Pernau, wo er früher die Welser Papiermühle speiste. Von dort fließt er nordöstlich des Welser Industriegebiets durch Wels-Schafwiesen und erreicht schließlich Marchtrenk, wo er die Stadtteile Schafwiesen, Au, Kappern und Leithen durchfließt. Bei Holzleiten erreicht er die Gemeindegrenze zu Hörsching, er durchfließt die Ortschaften Rudelsdorf, Rutzing und Frindorf. Östlich von Frindorf rinnt er durch den Trauner Stadtteil Oedt und südlich der Trauner Innenstadt nach St. Martin und Linz-Kleinmünchen, wo er in den nördlichen Kleinmünchner Kanal (Werkskanal) mündet.

## Seitenarme
In der Welser Innenstadt zweigen zwei Mühlbachableger ab, der erste dient zur Bewässerung des Welser Tiergartens, er wird mit Hilfe eines Schöpfrades abgeleitet. Der zweite zweigt auf Höhe Schwimmschulgasse 13 vom Mühlbach ab und vereinigt sich beim Welser Wasserturm am Zwinger wieder mit diesem. Einige Häuser im Bereich der Pollheimerstraße bis zur Villa Muthesius (Lebensspurenmuseum) stehen somit quasi auf einer rund 250 m langen Insel.
Im Osten der Innenstadt zweigt rechtsseitig der Schenkelbach vom Mühlbach ab, westlich der Müllverbrennung im Stadtteil Pernau wird der Schiffermüllerbach ausgeleitet. Dieser vereinigt sich erst in Marchtrenk-Kappern wieder mit dem Mühlbach.
Die längste Ausleitung ist das Innerwasser, es wird in Kappern ausgeleitet und vereinigt sich erst im Trauner Stadtteil Oedt wieder mit dem Mühlbach.
Kurz vor der Mündung zweigt bei Traun-St. Dionysen der Weidinger Bach als Nebenbach ab, der erst südlich des Linzer Bahnhofsgeländes in Kleinmünchen wieder in den Kleinmünchner Kanal zurückfließt.
Zum Einzugsgebiet gehört auch der Grünbach, der nördlich von Wels versickert, zum Weidlinger Bach auch der ebenfalls versickernde Hundshamer Bach (Perwender Bach).

## Geschichte
Einige Dokumente weisen darauf hin, dass bereits zur Römerzeit, zumindest der südliche Teil des Wehrgrabens der Stadt Ovilava von einem Vorläufer des Mühlbaches gespeist wurde.
Bajuwarengräber aus der Gegend Marchtrenk lassen ebenfalls die Vermutung zu, dass es ein Fließgewässer gab, da die Siedler die Nähe zu nutzbaren Gewässern suchten und eine Besiedelung der ansonsten sehr trockenen Welser Heide eher als unwahrscheinlich erscheint.
776 wurde die Welser Burg errichtet, hier gibt es Belege für eine Hausmühle, sie könnte das erste Wasserkraftwerk am Mühlbach gewesen sein.
Erste urkundliche Erwähnungen finden sich aus dem späten Mittelalter.
Zumindest ab der zweiten Hälfte des Mittelalters entstehen entlang des Baches einige Mühlen die zum Teil noch heute bestehen und namensgebend für einige Ortschaften (z. B. Noitzmühle in Wels-Lichtenegg) in der Welser Heide sind.

## Nutzung
Heute werden am Mühlbach von einigen Landwirten und Unternehmen Kleinwasserkraftwerke zur Stromgewinnung betrieben. Neben der Hobbyfischerei direkt am Bach werden auch einige Fischteiche mit Mühlbachwasser gespeist. Die Wegbezeichnung Fischergasse etwas östlich des Stadtzentrums weist auf Fischerei im oder nahe dem Bach hin.
Die Benennung Schwimmschulgasse auf einer Länge von 160 m rechts des Hauptarms oberhalb der Pollheimerstraße weist auf historischen Schwimmunterricht im Bach hin. Nach der Unterquerung der Pollheimerstraße, kurz vor dem Ledererturm gibt es einen etwa 1 m hohen Abfall des Bachspiegels, ein Hinweis, dass hier einmal Gefälle für eine Mühle genutzt worden ist. Am Zwinger nächst dem Wasserturm wurde erst in den letzten Jahrzehnten ein kleines Wasserrad errichtet.
Jedenfalls bis 1980 gab es an einigen Stellen, etwa am Zwinger, von der Uferbefestigung knapp über dem Wasserspiegel auskragende Plattformen aus Holzbrettern, etwa 3 m lang und 1 m breit, mit einem rundum etwa 12 cm hoch abstehenden Brett als Begrenzung, wohl zum sicheren Wasserschöpfen sowie Waschen und Ausspülen von Wäsche durch Eintauchen in die Wasserströmung.
Bis in die 1980er Jahre war die Wasserqualität des Baches – ausgelöst durch in die Traun geleitete Abwässer der Zellstoff- und Papierindustrie – sehr schlecht, durch Umweltauflagen und Modernisierung der Industriebetriebe besserte sich die Wasserqualität erheblich.
Mittlerweile wird sogar über die Errichtung von Badeplätzen am Mühlbach diskutiert.